# Iwan Kowanda
Iwan Mychajłowycz Kowanda, ukr. Іван Михайлович Кованда, ros. Иван Михайлович Кованда, Iwan Michajłowicz Kowanda (ur. 23 października 1967 w obwodzie lwowskim) – ukraiński piłkarz, grający na pozycji pomocnika, trener piłkarski.

## Kariera piłkarska
Występował w klubach Hirnyk Nowojaworowsk, Szachtar Czerwonogród, Transimpeks-Roś Biała Cerkiew, Schid Sławutycz, Olimpija FK AES Jużnoukraińsk i Rawa Rawa Ruska. W latach 90. XX wieku wyjechał do Polski, gdzie bronił barw niższoligowych zespołów.

## Kariera trenerska
Po zakończeniu kariery piłkarza rozpoczął pracę szkoleniowca. Najpierw trenował amatorski zespół Rawa Rawa Ruska. Od lutego do sierpnia 2007 roku prowadził Weres Równe. Potem trenował amatorskie zespoły w obwodzie lwowskim.